# Chorváty
Chorváty este o comună slovacă, aflată în districtul Košice-okolie din regiunea Košice. Localitatea se află la altitudinea de 192 m deasupra n.m., se întinde pe o suprafață de 3,3 km2 și în 2017 număra 88 de locuitori.

## Istoric
Localitatea Chorváty este atestată documentar din 1247.

## Demografie
| An:                | 1994 | 2004    | 2014   | 2024 |
| ------------------ | ---- | ------- | ------ | ---- |
| Număr de persoane: | 113  | 97      | 100    | 99   |
| Diferență:         |      | −14,15% | +3,09% | −1%  |

| An:                | 2023 | 2024 |
| ------------------ | ---- | ---- |
| Număr de persoane: | 99   | 99   |
| Diferență:         |      | +0%  |